# Andreas Rudas
Andreas Rudas (* 30. November 1953 in Budapest) ist ein österreichischer Medienmanager und ehemaliger Politiker (SPÖ).

## Leben
Nach der Matura studierte Rudas Medizin an der Universität Wien. Während des Studiums engagierte er sich in der Arbeitsgemeinschaft sozialistischer Medizinstudenten in der Studentenpolitik.
Von 1975 bis 1981 war Rudas leitender Mitarbeiter des Vereins der Wiener Jugendzentren, danach bis 1983 Mitarbeiter des SPÖ-Zentralsekretariats. Von 1983 bis 1986 war Rudas Pressesprecher des damaligen Innenministers Karl Blecha. Wegen  dieser Funktion war Rudas später in den beiden parlamentarischen Untersuchungsausschüssen zur Affäre Lucona und zum Noricum-Skandal als Zeuge geladen.
1986 wechselte Rudas zum ORF: Der damalige Generalintendant Teddy Podgorski engagierte ihn als Pressesprecher. Podgorskis Nachfolger Gerhard Zeiler beförderte ihn zum Generalsekretär des Senders. In dieser Funktion war er  zuständig für Geschäftsplanung, Medienpolitik, Marketing und die damals neue Technologie Satelliten-TV.
1997 wechselte Rudas in die Politik. Unter Bundeskanzler Viktor Klima war er SPÖ-Bundesgeschäftsführer und gemeinsam mit Josef Kalina und Heinz Lederer galt er als einer von drei Spin-Doctoren des Kanzlers, damals ein Novum in Österreich. Seine Nichte Laura Rudas war ebenfalls als SPÖ-Bundesgeschäftsführerin tätig.
Von 2000 an war er als Vorstand bei Magna tätig, im selben Jahr wurde er Vizepräsident des Fußballvereins FK Austria Wien.
Er verließ Magna 2005 und bekleidete fortan führende Positionen bei der WAZ-Mediengruppe Wien und war außerdem Aufsichtsratsvorsitzender der JoWood Productions Software AG. Als WAZ-Chef für Südosteuropa startete er zusammen mit Srgjan Kerim (WAZ-Mediengruppe) und Oliver Vujovic (SEEMO) das South East Europe Media Forum (SEEMF), eine jährliche Konferenz von Medienleuten aus Südosteuropa. Im Dezember 2008 wechselte er von der WAZ in den Vorstand der RTL Group. Wie auch bei der WAZ ist Rudas dort für das Geschäft in Ost- und Südosteuropa verantwortlich. Zu RTL geholt wurde Rudas vom RTL-Vorstandsvorsitzenden Gerhard Zeiler.